# グラン・パルティータ
セレナード第10番 変ロ長調『グラン・パルティータ』（Gran Partita）K.361 (K6.370a) は、ヴォルフガング・アマデウス・モーツァルトが管楽合奏のために作曲したセレナードである。

## 概説

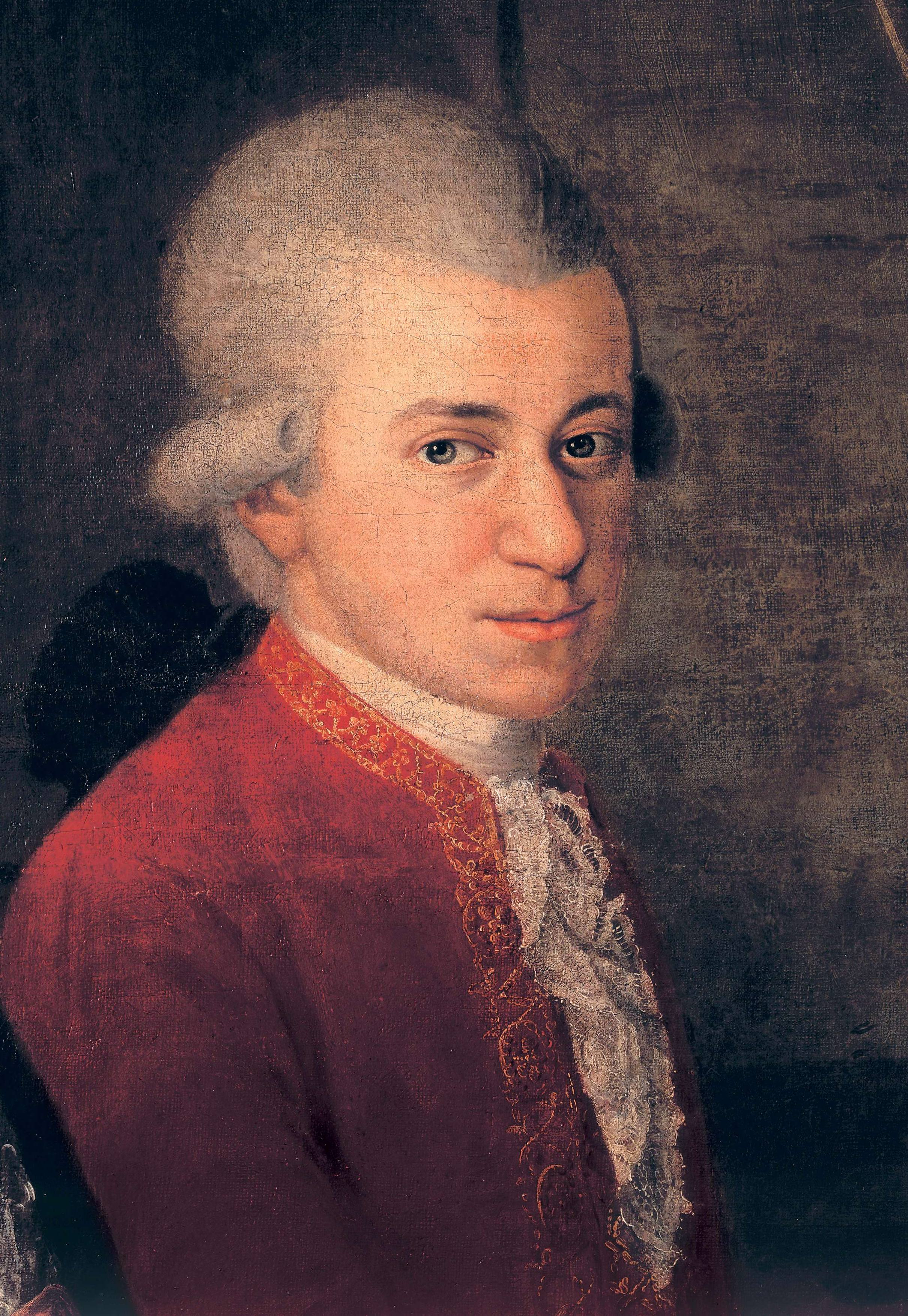
ヴォルフガング・アマデウス・モーツァルト《1780年代にヨハン・ネポムク・ デラ・クローチェが描いた肖像画より》

本作は当時ウィーンで流行した、ハルモニー（Harmonie）またはハルモニームジーク（Harmoniemusik）と呼ばれる管楽合奏のために書かれたが、編成は通常の八重奏（オーボエ、クラリネット、ホルン、ファゴット各2）にさらに管楽器4本とコントラバスを加えた13人の合奏である。しかし、作曲者が明確に楽器指定しているにもかかわらず、実演では音色の統一などを理由としてコントラバスの代わりにコントラファゴットが用いられることの方が多く、『13管楽器のためのセレナード』とも呼ばれる。また、前述の理由からモーツァルトがこの曲でコントラバスを指定した意図が明確でないと指摘されることも多い。7楽章からなり、演奏に約50分を要するという規模でも、管楽合奏曲としては異例の作品である。
本作の正確な作曲年代は不明であるが、現在は1783年末から1784年初めと推定されている。初演として有力視されている説は、1784年3月23日、ウィーンのブルク劇場で行われたクラリネット奏者アントン・シュタードラーの演奏会での、シュタードラーとウィーンの宮廷楽団のメンバーによる演奏である。ただし、このときの演奏は第1、2、5、7楽章の4つのみであった。シュタードラーは当時のクラリネットの名手で、モーツァルトは後にクラリネット五重奏曲とクラリネット協奏曲をこの奏者のために作曲している。本作もクラリネットを中心に書かれているが、他の管楽器の特徴も巧く生かされている。また、編成にクラリネット属の楽器が4本（クラリネット2、バセットホルン2）も用いられているため、幾分現代の吹奏楽に近い響きがするのも特徴である。フレデリック・フェネルはこの曲を、自身の提唱する「ウィンド・アンサンブル」の概念の草分けにあたる作品と捉えている。
本作の自筆譜の表紙には第三者の筆跡による『グラン・パルティータ』というタイトルが記されている。大組曲といった意味であるが、この曲の規模と内容をよく示していることから、モーツァルト自身の命名でないにもかかわらず、今日でもしばしばこの名で呼ばれている。なお「第10番」という番号はモーツァルト死後に出版社が便宜上つけたものであり、重要性の低さから今日では用いられないことも多い。
本作は、ハルモニームジークが廃れた後世にも影響を残しており、前述した現代吹奏楽への影響の他、リヒャルト・シュトラウスの『13管楽器のためのセレナード』やアルバン・ベルクの『室内協奏曲』など、類似した編成の作品が様々な作曲家によって書かれた。

## 楽器編成
オーボエ2、クラリネット2、バセットホルン2、ホルン4、ファゴット2、コントラバス。
上述のようにコントラバスの代わりにコントラファゴットで演奏される場合が多い。ただし第4・6・7楽章にピッツィカートの指示があり、コントラバスが本来であることを示している。

## 構成
1. ラルゴ ― モルト・アレグロ 変ロ長調 4分の4拍子
2. メヌエット 変ロ長調 4分の3拍子
3. アダージョ 変ホ長調 4分の4拍子
4. メヌエット アレグレット 変ロ長調 4分の3拍子
5. ロマンツェ アダージョ 変ホ長調 4分の3拍子
6. 主題と変奏 アンダンテ 変ロ長調 4分の2拍子
7. フィナーレ モルト・アレグロ 変ロ長調 4分の2拍子

第6楽章はフルート四重奏曲第3番K.Anh.171(285b) の第2楽章と同じ曲である。